# Трамвай № 1 (Київ)
Трамвай № 1 — трамвай у Києві, що з'єднує житловий масив Михайлівська Борщагівка з Київським метрополітеном, вокзалом та центром міста. Близько половини дистанції маршрут є швидкісним.

## Історія
Перший трамвай з'явився у Києві на Олександрівському (нині — Володимирському) узвозі, сполучаючи Поділ (Контрактову площу) з Європейською площею. Сталося це 1892 року. Згодом маршрут був продовжений до сучасної Либідської площі, та курсував за цим маршрутом аж до часів Української революції 1917—1921 років. Після неї маршрут було відновлено, але його було скорочено — замість Контрактової площі перший маршрут ходив до Європейської площі. Тим часом були запущені маршрути № 1а (Контрактова площа — Європейська площа) та № 1б (Європейська площа — Володимирський ринок).
Але 1934 року, разом зі зняттям трамвайних колій по Хрещатику, маршрути № 1а та 1б були закриті, а № 1 скорочений до Бесарабської площі. Щоправда, вже через рік маршрут № 1 подовжили по вулицях Володимирській та Малій Житомирській до Майдану Незалежності.
Після Другої Світової війни маршрут спочатку було скорочено до площі Богдана Хмельницького, а 1948 року у зв'язку з закриттям руху трамваїв по Великій Васильківській вулиці — до площі Українських Героїв. 1956 року його скоротили ще більше — до університету імені Тараса Шевченка, а через три роки взагалі закрили.
Знову трамвай № 1 з'явився у Києві 1963 року, зв'язуючи нововідкриту станцію метро «Завод „Більшовик“» (нині «Шулявська») з Відрадним масивом. У 1970 році його маршрут змінився на «Палац спорту — вул. Сім'ї Сосніних», ставши схожим на сучасний. 1977 року, одночасно з відкриттям швидкісного трамвая, маршрут № 1 було перенесено на його трасу. 1984 року № 1 подовжили від зупинки «Вулиця Сім'ї Сосніних» (теперішня назва зупинки — вул. Зодчих) до Михайлівської Борщагівки.
1989 року ввели коротку версію маршруту — № 1к, що рухався від вулиці Старовокзальної до Михайлівської Борщагівки.
2001 року, у зв'язку з закриттям лінії на Палац Спорту, маршрут № 1 було закрито. № 1к продовжував працювати.
У 2006 році маршрут № 1к було перейменовано на маршрут № 1.
2007 року, у зв'язку з поступовим закриттям Правобережного швидкісного трамвая на реконструкцію, маршрут № 1 було закрито, а замість нього було відкрито № 1к, що курсував від площі Перемоги до Михайлівської Борщагівки. Наступного року цей маршрут було скорочено до станції «Політехнічна», і того ж року закрито. Натомість знову відкрили маршрут № 1, що курсував від вулиці Старовокзальної до Михайлівської Борщагівки, але через Лук'янівку. Нарешті, 12 червня 2009 року маршрут № 1 було закрито.
Знову № 1 відкрито на реконструйованій трасі і з частково оновленим рухомим складом 16 жовтня 2010 року.

## №1к

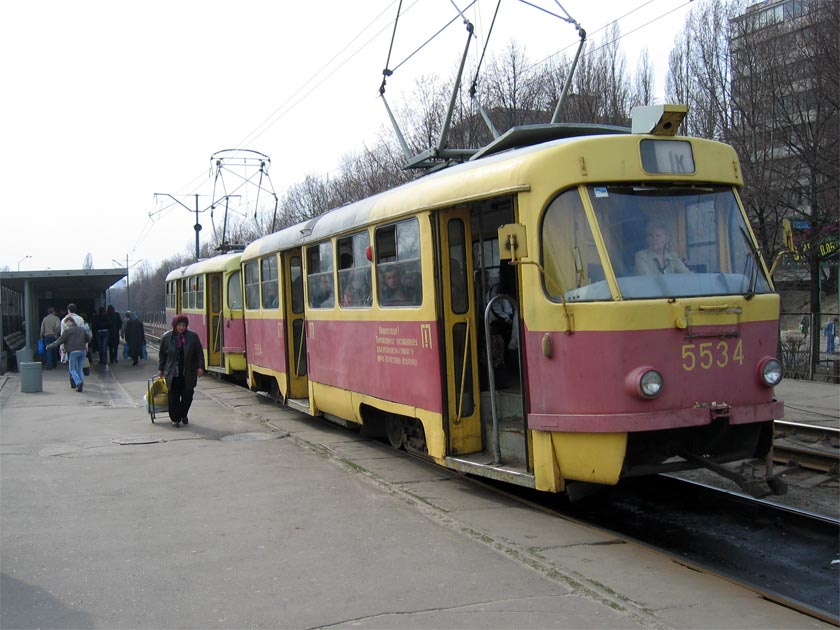
Трамвай маршруту № 1к на станції «Політехнічна»

Трамвай № 1к з'явився у Києві 1989 року, курсуючи за маршрутом «Вулиця Старовокзальна — Михайлівська Борщагівка». За таким маршрутом він ходив до 2006 року, коли був перейменований у № 1.
Ще раз № 1к з'явився, коли проводилась реконструкція швидкісного трамвая. Спочатку він курсував від Михайлівської Борщагівки до станції «Площа Перемоги», а згодом — до станції «Політехнічна».
18 вересня 2021 року у зв'язку з реконструкцією трамвайної лінії по вулиці Симиренка маршрут було скорочено до розворотного кільця на вулиці Зодчих і отримав номер 1к.

## Сучасний маршрут
| Рух до Михайлівської Борщагівки |
| --- |
| Станція «Старовокзальна» — вул. Старовокзальна — вул. Жилянська — вул. Борщагівська — просп. Любомира Гузара — просп. Леся Курбаса — вул. Володимира Покотила — бул. Миколи Руденка — вул. Симиренка — Михайлівська Борщагівка |

| Рух до станції «Старовокзальна» |
| --- |
| Михайлівська Борщагівка — вул. Симиренка —бул. Миколи Руденка — вул. Володимира Покотила — просп. Леся Курбаса — просп. Любомира Гузара — вул. Борщагівська — вул. Жилянська — вул. Старовокзальна — Станція «Старовокзальна» |